# Phục hồi rừng

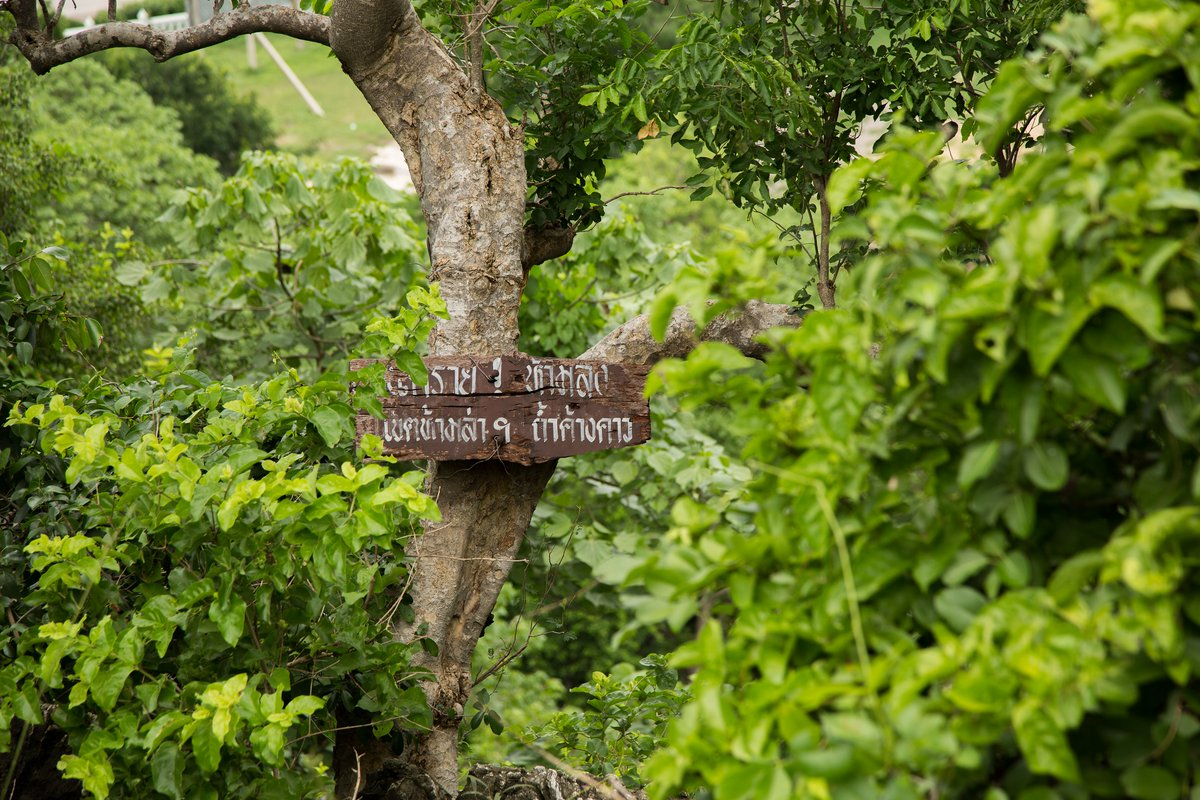
Một dự án hợp tác phục hồi rừng ở châu Á của Cơ quan USAID của Hoa Kỳ

Phục hồi rừng (Forest restoration) được định nghĩa là “các hành động nhằm thiết lập lại các quá trình sinh thái, giúp đẩy nhanh quá trình phục hồi cấu trúc rừng, chức năng sinh thái và mức độ đa dạng sinh học theo hướng điển hình của cực đỉnh diễn thế sinh thái”, tức là giai đoạn cuối của diễn thế rừng tự nhiên. Đây quá trình thay đổi có trật tự trong một cộng đồng, quần xã (thực vật, động vật) do sinh vật gây ra sự biến dạng của môi trường và kết thúc ở một hệ thống ổn định hoặc trạng thái cực đỉnh (Climax). Rừng cao điểm (Climax forests) là hệ sinh thái rừng tương đối ổn định đã phát triển sinh khối tối đa, độ phức tạp về cấu trúc và sự đa dạng loài có thể trong giới hạn do khí hậu và đất đai tạo ra và không bị con người tiếp tục làm xáo trộn. Do đó, rừng cao điểm là hệ sinh thái mục tiêu, xác định mục đích cuối cùng của việc phục hồi rừng gắn với bảo vệ rừng. Sự phục hồi rừng tích cực đã được chứng minh là có thể đẩy nhanh quá trình thu hồi, hấp thụ lượng carbon của các khu rừng nhiệt đới do con người biến đổi lên tới 50%.

## Đại cương

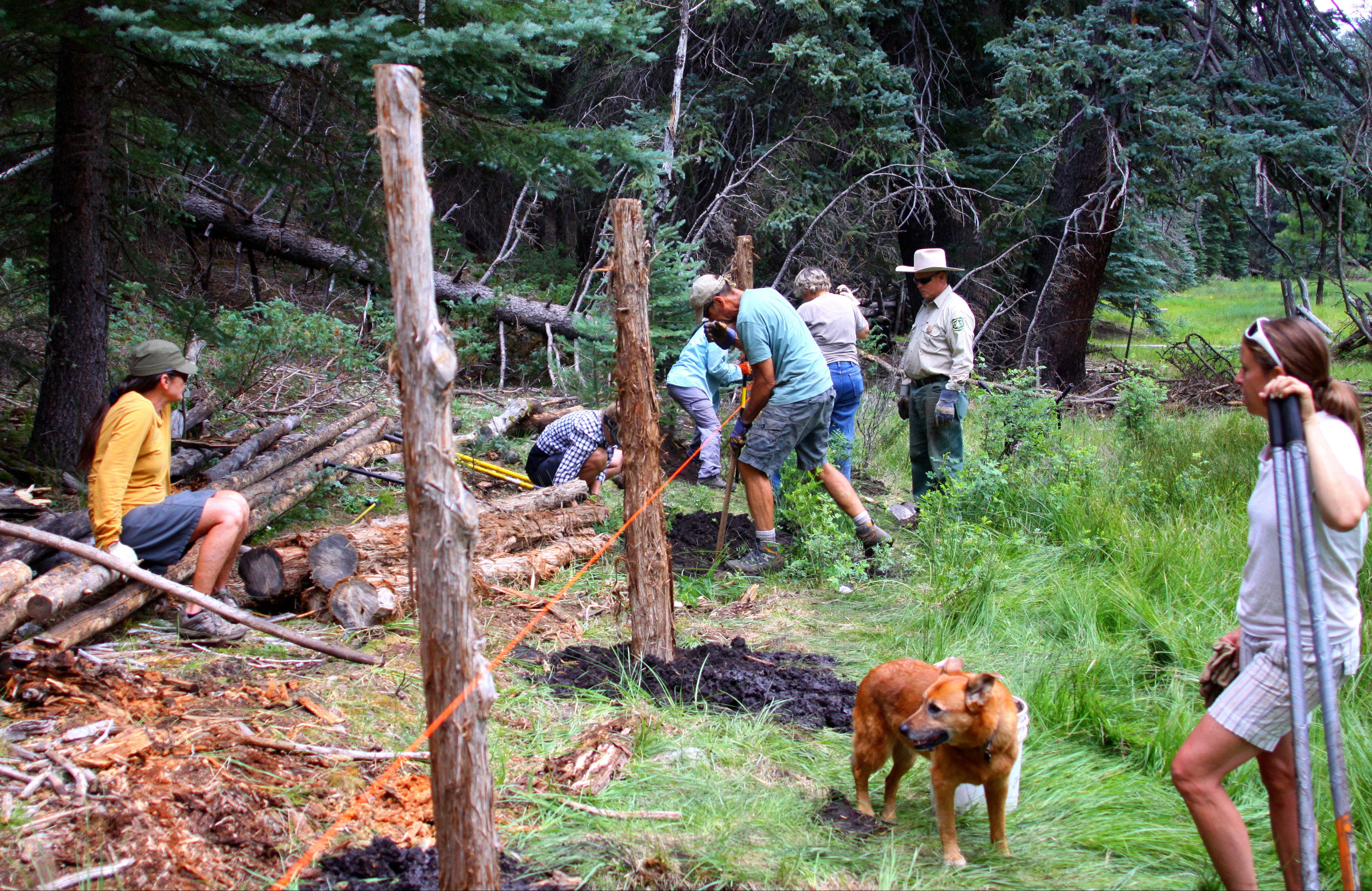
Một nhóm thành viên của dự án phục hồi rừng ở Mỹ

Phục hồi rừng có thể chỉ bao gồm việc bảo vệ thảm thực vật còn sót lại (phòng chống cháy rừng, đuổi các đàn gia súc chăn thả quá mức) hoặc các biện pháp can thiệp tích cực hơn để đẩy nhanh quá trình tái sinh tự nhiên, cũng như trồng cây và/hoặc gieo hạt các loài đặc trưng của hệ sinh thái mục tiêu. Các loài cây được trồng hoặc được khuyến khích trồng là những loài điển hình hoặc mang lại chức năng sinh thái quan trọng trong hệ sinh thái mục tiêu. Vì khí hậu là yếu tố chính quyết định thành phần rừng cao điểm nên biến đổi khí hậu toàn cầu có thể dẫn đến thay đổi mục tiêu phục hồi. Ngoài ra, phải tính đến các tác động tiềm ẩn của biến đổi khí hậu đối với các mục tiêu phục hồi, vì những thay đổi về mô hình nhiệt độ và lượng mưa có thể làm thay đổi thành phần và phân bố của các khu rừng cao điểm (cực đỉnh). Phục hồi rừng là một hình thức tái trồng rừng chuyên biệt, nhưng nó khác với trồng cây thông thường ở chỗ mục tiêu chính của nó là phục hồi đa dạng sinh học và bảo vệ môi trường. 
Phục hồi rừng và cảnh quan (FLR) được định nghĩa là một quá trình nhằm lấy lại chức năng sinh thái và nâng cao phúc lợi của con người khi rừng bị tàn phá hoặc cảnh quan bị suy thoái. FLR được phát triển nhằm ứng phó với tình trạng suy thoái rừng và mất mát, thiệt hại rừng và mất đất ngày càng tăng, dẫn đến suy giảm đa dạng sinh học và dịch vụ hệ sinh thái. FLR hiệu quả sẽ hỗ trợ đạt được Mục tiêu phát triển bền vững (Sustainable Development Goals). Thập kỷ phục hồi hệ sinh thái của Liên hợp quốc (2021–2030) mang đến cơ hội khôi phục hàng trăm triệu ha rừng bị suy thoái và các hệ sinh thái khác. Thập kỷ phục hồi hệ sinh thái của Liên hợp quốc 2021–2030 đã được công bố vào tháng 3 năm 2019 nhằm mục đích đẩy nhanh hành động phục hồi hệ sinh thái trên toàn thế giới. Phục hồi hệ sinh thái thành công đòi hỏi sự hiểu biết cơ bản về đặc điểm sinh thái của các loài thành phần, cùng với kiến thức về cách chúng tập hợp, tương tác và hoạt động như một cộng đồng. 
Phục hồi rừng là một quá trình toàn diện, phụ thuộc vào sự hợp tác giữa nhiều bên liên quan bao gồm cộng đồng dân cư địa phương, cư dân bản xứ, các quan chức chính quyền, chính phủ, tổ chức phi chính phủ (NGO), các nhà khoa học và nhà tài trợ. Thành công về mặt sinh thái của công tác này được đo lường bằng sự gia tăng đa dạng sinh học, tăng sinh khối, năng suất sơ cấp, chất hữu cơ trong đất và khả năng giữ nước, cũng như sự trở lại của các loài quý hiếm và loài chủ chốt đặc trưng của hệ sinh thái mục tiêu. Tuy nhiên, theo FAO, các hoạt động phục hồi phải đối mặt với các rào cản kinh tế, từ việc thiếu nguồn tài trợ quy mô lớn thay mặt chính phủ, cho đến nguồn lực và năng lực kỹ thuật hạn chế của các hộ sản xuất nhỏ lẻ. Các chỉ số thành công về kinh tế bao gồm giá trị của lâm sản và dịch vụ sinh thái được tạo ra (ví dụ như bảo vệ rừng đầu nguồn, lưu trữ carbon), cuối cùng góp phần xóa đói, giảm nghèo. Chi trả cho các dịch vụ sinh thái (PES) và khai thác lâm sản (đi mót, nhặt nhạnh các lâm thổ sản) có thể tạo động lực mạnh mẽ cho người dân địa phương thực hiện các dự án phục hồi rừng vì lợi ích của cộng đồng cũng như lợi ích thiết thân của họ. 